# Antilleanistiek
Onder antilleanistiek wordt verstaan: alle vormen van studie die de eilanden die traditioneel tot de Nederlandse Antillen en Aruba worden gerekend tot voornaamste object van onderzoek hebben, ongeacht de invalshoek ervan (specialistisch, nationalistisch, breed-Caraïbisch enz.). De antilleanistiek omvat dus in wezen alle wetenschapsdisciplines – geschiedenis, (culturele) antropologie, letterkunde, taalkunde, sociologie, demografie, geografie, psychologie enz. Toch worden beoefenaren van de exacte wetenschappen in de regel niet tot de antilleanistiek gerekend. Zij verrichten niettemin vaak belangwekkend onderzoek, men denke aan geologen die zich bezighouden met bodemonderzoek ten behoeve van natuurlijke delfstoffen.
Beoefenaren van de antilleanistiek die van hun onderzoek blijk geven door middel van publicaties, worden antilleanist genoemd, ongeacht hun nationaliteit.
Velen houden zich ook bezig met de relaties binnen de regio, of de verhouding tot Nederland en andere voormalige koloniale mogendheden. Al is het vakgebied van de antilleanisten niet erg scherp afgebakend, in de regel worden alleen zij tot het vakgebied gerekend die er professioneel mee bezig zijn; al zijn er bijzonder toegewijde amateuronderzoekers die met evenveel recht als antilleanist kunnen gelden. Zij die enkel incidenteel iets over de Nederlandse Antillen gepubliceerd hebben, worden niet tot de antilleanisten gerekend. Dat geldt evenmin voor literaire essayisten, journalisten die enkel in dag- en weekbladen publiceren en politieke commentatoren.